# Gambia világörökségi helyszínei
Gambia területéről eddig két helyszín került fel a világörökségi listára, két helyszín a javaslati listán várakozik a felvételre
| | A James-sziget és a kapcsolódó területek |
| 2003 |                                          |
| Kulturális (III)(VI) |                                          |
| Védett terület: 7,6 ha, puffer zóna: 300 ha, hivatkozás: 761 |                                          |
| A világörökségi helyszín hét részből áll, ezek mind szorosan kapcsolódnak a rabszolga kereskedelemhez, valamint tanúsítják a 15. és 20. század közötti európai – afrikai kapcsolatok sokszínűségét. A James sziget a Gambia folyó torkolatától 30 kilométerre felfelé található és először az elefántcsont- és aranykereskedelem központjává vált később lett a rabszolga kereskedelem egyik jelentős állomása. A Gambia folyó volt az első ismert kereskedelmi útvonal ami a kontinens belsejébe vezetett. A sziget korabeli épületei -a rabszolgaház, a kormányzó konyhája, a kovácsműhely és egy raktár- csak romokban maradtak fenn. A hollandok által az alacsony sziget középpontjára épített ellenőrző állomás maradványai a sziget katonai jelentőségégre utalnak. A hét részből álló helyszín ma már nemzeti emlékhelynek számít. Hozzá tartozik a teljes James sziget, Albreda faluban egy portugál kápolna és egy gyarmati raktárépület maradványai, a Maurel fivérek háza Juffure-ban, Santo Domingo egykori kis portugál településének romjai, a Bullen erőd, valamint a St. Mary sziget ágyúi. |                                          |

| | Szenegambiai kőkörök |
| Gambia és Szenegál közös világörökségi helyszíne |                      |
| 2006 |                      |
| Kulturális (I)(III) |                      |
| Védett terület: 9,9 ha, puffer zóna: 110 ha, hivatkozás: 1226 |                      |
| A Gambia folyó mentén a mai Gambia és Szenegál területén több mint ezer megalitikus építmény, kőkör és sírdomb található, melynek keletkezési időpontját az i. e. 3. és az i. sz. 16. század közé teszik. Így ez a szertartási tájépítészet több mint ezerötszáz évig tartott és egy igen termékeny, kreatív kultúrához tartozhatott. A világörökségi helyszín 93 kőkörből, valamint számos sírdombból áll. A kőkörök minden esetben a halomsírok közelében állnak, melyek közül többet már feltártak. A műemlékek négy csoportba tartoznak, ezek a Sine Ngayéne, Wanar, Wassu és a Kerbatch. A felhasznált építőanyag a jelentős mennyiségű bauxitot tartalmazó laterit. A köveket vaseszközökkel fejtették ki a környékbeli bányákból. A köröket alkotó átlagosan két méter magas oszlopok henger vagy sokszög alapúak, a legnehezebb oszlopok súlya eléri a hét tonnát. A kőkörök átlagosan 4-8 méter átmérőjűek és 8-14 oszlopból állnak. Feltételezhető, hogy a kőkörök és a közelükben lévő halomsírok szoros kapcsolatban állnak egymással, de a közvetlen kapcsolatot eddig még nem sikerült bizonyítani. |                      |

## Elhelyezkedésük
| James-sziget Szenegambiai kőkörök |

## Javasolt helyszínek
| Megnevezés                       | Kép | Típus      | Kritérium | Év   | Link |
| -------------------------------- | --- | ---------- | --------- | ---- | ---- |
| A Wassu kőkörök bányája          |     | Kulturális | I, III    | 2015 | 6063 |
| Georgetown történelmi városrésze |     | Kulturális | III, IV   | 2015 | 6064 |